# Baderon z Monmouthu
Baderon z Monmouthu (anglicky Baderon of Monmouth, zhruba 1100 – 1176) známý také jako Baderon FitzWilliam byl pánem z Monmouthu zhruba od roku 1125 do roku 1176. V této roli vystřídal svého otce Williama fitzBaderona, když tento buď zemřel, nebo odešel na odpočinek do kláštera. Z titulu své funkce pak Baderon potvrdil Monmouthskému převorství jeho majetková práva, která byla udělena Baderonovými předky, a dále je rozšířil. Jeho sestra Margaret, jejíž syn Robert se stal Monmouthským převorem, a jejíž druhý manžel, Hugh fitzRichard, byl vlastníkem půdy ve Worcestershiru, dala převorství další půdu. Baderon sám dostal do své správy hrad Goodrich, který pravděpodobně rozšířil.
Někdy po roce 1130 se Baderon oženil s Rohese de Clare, dcerou Gilberta fitzRicharda de Clare a sestrou Gilberta de Clare, který byl pánem Striguilu (hradu v Chepstowu) a později se stal hrabětem z Pembroke. K svatbě došlo v Chepstowu a spojili se jí dvě sousední občas soupeřící rodiny. Baderon a Rohese měli dva syny, Jamese a Gilberta, a nejméně jednu dceru Rohese z Monmouthu, která se vdala před rokem 1155 za Hugha de Lacy, pána z Meath.
Baderon byl současníkem a možná i příbuzným Geoffreyho z Monmouthu, který se narodil ve stejné době ve stejném městě.
Sám Baderon byl vystřídán v roli pána z Monmouthu svým synem Gilbertem fitzBaderonem, a ten pak zase v roce 1190 svým synem Johnem z Monmouthu.